# 琅琊区
琅琊区是中國安徽省滁州市下辖的一个市辖区。区域总面积为126平方公里，常住总人口約27万。区人民政府駐西澗路699号。

## 行政区划
琅琊区下辖10个街道办事处：
琅琊街道、丰山街道、清流街道、扬子街道、西涧街道、遵阳街道、滁阳街道、三官街道、安徽滁州琅琊经济开发区、凤凰街道和紫薇街道。

## 人口
根據第七次人口普查數據，截至2020年11月1日零時，琅琊區常住人口為268430人。

## 交通
- 104国道过境。